# Fish (The Kaleidoscopeの曲)
「fish」（フィッシュ）は、The Kaleidoscopeの6枚目のシングル。

## 解説
表題曲は、フジテレビ系アニメ『ONE PIECE』6thエンディングテーマ。

## 収録曲
- 全曲、作詞・作曲：石田匠　編曲：今井裕・The Kaleidoscope

1. fish
2. NEW DAY